# Сара Жиродо
Са́ра Жиродо́ (фр. Sara Giraudeau; 1 серпня 1985, Булонь-Біянкур, Франція) — французька акторка кіно, театру та телебачення. Лауреатка премії «Сезар» 2018 року.

## Біографія
Народилася 1 серпня 1985 року в Булонь-Біянкурі, департамент О-де-Сен у Франції. Її батько актор, режисер і письменник Бернар Жиродо, мати — акторка Анні Дюпре. Батьки розлучилися, коли вона була малою, після чого вона рідко бачилася з батьком. Спілкування з ним відновила в 2000 році, коли у нього виявили рак. 
Змалку Сара мріяла стати ветеринаркою, але потім зрозуміла, що це неможливо через її погану шкільну успішність. Школу закінчила з відзнакою. У 17 років почала займатися на акторських курсах Жана Перімоні, блискуче склавши вступні іспити.
У 1996 році Жиродо вперше з'явилася на екрані в пригодницькому фільмі з Тьєррі Фремоном «Капризи річки», зрежисованому її батьком. Потім виконала ролі у стрічках «Імоджен Маккартері» (2010), «Красуня і чудовисько» (2014), «Розалі Блюм» (2015), серіалі «Король, Білка і Вуж» та ін.
У 2007 році Сара Жиродо отримала Премію «Мольєр» в категорії «Театральне одкровення» та театральну Премію Ремю в аналогічній категорії.
У 2015—2016 роках Жиродо втілювала Марину Луазо в рейтинговому шпигунському серіалі «Бюро легенд», де одним з її партнерів по знімальному майданчику був Матьє Кассовітц.
У 2017 році на екрани вийшов дебютний повнометражний фільм Юбера Шаруеля «Дрібний фермер», де в партнерстві зі Сванном Арло Сара Жиродо виконала одну з головних ролей та отриала за неї французьку національну кінопремію «Сезар» 2018 року як найкраща акторка другого плану.

## Особисте життя
У 2010 році одружилася з актором Симоном Губертом. 22 травня 2011 року народила дочку Мону, 28 червня 2016 другу дочку.

## Фільмографія
| Рік  |    | Українська назва                  | Оригінальна назва                   | Роль                 |
| ---- | -- | --------------------------------- | ----------------------------------- | -------------------- |
| 1996 | ф  | Капризи річки                     | Les Caprices d'un fleuve            | маленька леді        |
| 2008 | тф | Марі та Мадлен                    | Marie et Madeleine                  | Жозі                 |
| 2008 | тф | Риби-молоти                       | Les poissons marteaux               | Елла                 |
| 2009 | тф | Втеча                             | L'évasion                           | Джулія               |
| 2010 | с  | Король, Білка та Вуж              | Le roi, l'écureuil et la couleuvre  | Марі-Мадлен          |
| 2010 | ф  | Імоджен Маккартері                | Imogène McCarthery                  | Ненсі Нанкетт        |
| 2010 | тф | Коломба                           | Colombe                             | Коломба              |
| 2010 | кф | Спогади дівиці, що не напоумилася | Mémoires d'une jeune fille dérangée | Лола                 |
| 2013 | мф | Буль і Білл                       | Boule & Bill                        | Кароліна (озвучення) |
| 2013 | ф  | Дені                              | Denis                               | Наталі               |
| 2014 | ф  | Красуня і чудовисько              | La belle et la bête                 | Клотильда            |
| 2015 | тф | Постріли                          | Les fusillés                        | Маргарита            |
| 2015 | с  | Бюро легенд                       | Le Bureau des Légendes              | Марина Луазо         |
| 2015 | ф  | Дурниці                           | Les bêtises                         | Соня                 |
| 2015 | ф  | Розалі Блюм                       | Rosalie Blum                        | Сесіль               |
| 2016 | ф  | Продавець                         | Vendeur                             | Хлоя                 |
| 2016 | ф  | Розлучення по-французьки          | Papa ou maman 2                     | Бенедикта            |
| 2017 | ф  | Дрібний фермер                    | Petit paysan                        | Паскаль Шаванж       |
| 2018 | ф  | Моє прозоре серце                 | Et mon coeur transparent            | Марі-Марі            |
| 2019 | ф  | Друзі друзів                      | Les amis des amis                   | Колін                |
| 2019 | ф  | Перекладачі                       | Les Traducteurs                     | Роуз-Марі            |
| 2020 | ф  | Тост                              | Le discours                         | Соня                 |
| 2022 | ф  | Прощайте, месье Гаффманн          | Adieu monsieur Haffmann             | Бланш Мерсьє         |
| 2023 | ф  | Бернадетт                         | Bernadette                          | Клод Ширак           |

## Визнання
| Нагороди та номінації Сари Жиродо  | Нагороди та номінації Сари Жиродо | Нагороди та номінації Сари Жиродо    | Нагороди та номінації Сари Жиродо |
| Рік                                | Категорія                         | Фільм                                | Результат                         |
| ---------------------------------- | --------------------------------- | ------------------------------------ | --------------------------------- |
| Міжнародний кінофестиваль в Люшоні |                                   |                                      |                                   |
| 2009                               | Найкраща акторка                  | Риби-молоти (спільно з Мішель Берні) | Перемога                          |
| Премія «Люм'єр»                    |                                   |                                      |                                   |
| 2016                               | Багатонадійна акторка             | Дурниці                              | Номінація                         |
| Премія «Сезар»                     |                                   |                                      |                                   |
| 2016                               | Найперспективніша акторка         | Дурниці                              | Номінація                         |
| 2018                               | Найкраща акторка другого плану    | Дрібний фермер                       | Перемога                          |